# Microcalicha
Microcalicha is een geslacht van vlinders van de familie spanners (Geometridae), uit de onderfamilie Ennominae.

## Soorten
- M. fumosaria Leech, 1881
- M. minima Warren, 1896
- M. seitzi Prout, 1915
- M. sordida Butler, 1878